# Walter Gieseking

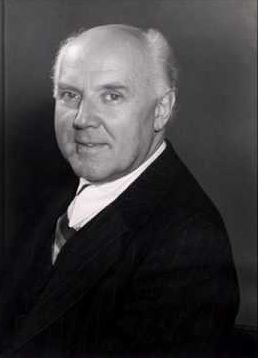
Walter Gieseking (1949)

Walter Wilhelm Gieseking (* 5. November 1895 in Lyon; † 26. Oktober 1956 in London) war ein deutscher Pianist.

## Leben
Walter Gieseking wurde in Frankreich geboren und wuchs an der französischen und italienischen Riviera auf. Sein Vater, geboren in Lahde im Kreis Minden, hatte Medizin studiert, wurde später aber Entomologe (Schmetterlingskundler). Giesekings Mutter wurde am 27. März 1870 in Berlin geboren. 1911 übersiedelten seine Eltern nach Hannover. Dort erhielt er von 1912 bis 1917 seinen ersten geregelten Klavierunterricht am damaligen Städtischen Konservatorium bei Karl Leimer, dem er nach eigener Aussage seine gesamte Ausbildung als Pianist verdankt. Gieseking hat nie eine Schule besucht und auch keinen Privatunterricht erhalten. Am 31. März 1925 heiratete er in Hannover Annie Haake (1. Dezember 1889 – 2. Dezember 1955); aus der Ehe gingen die Töchter Jutta und Freya hervor. Ein Plan, in die Schweiz zu übersiedeln, scheiterte, da seine Frau abgeneigt war und die Reichsfluchtsteuer eingeführt wurde. Er erwarb ein Haus in Wiesbaden, Wilhelminenstraße 24, wo er fortan seinen festen Wohnsitz hatte.

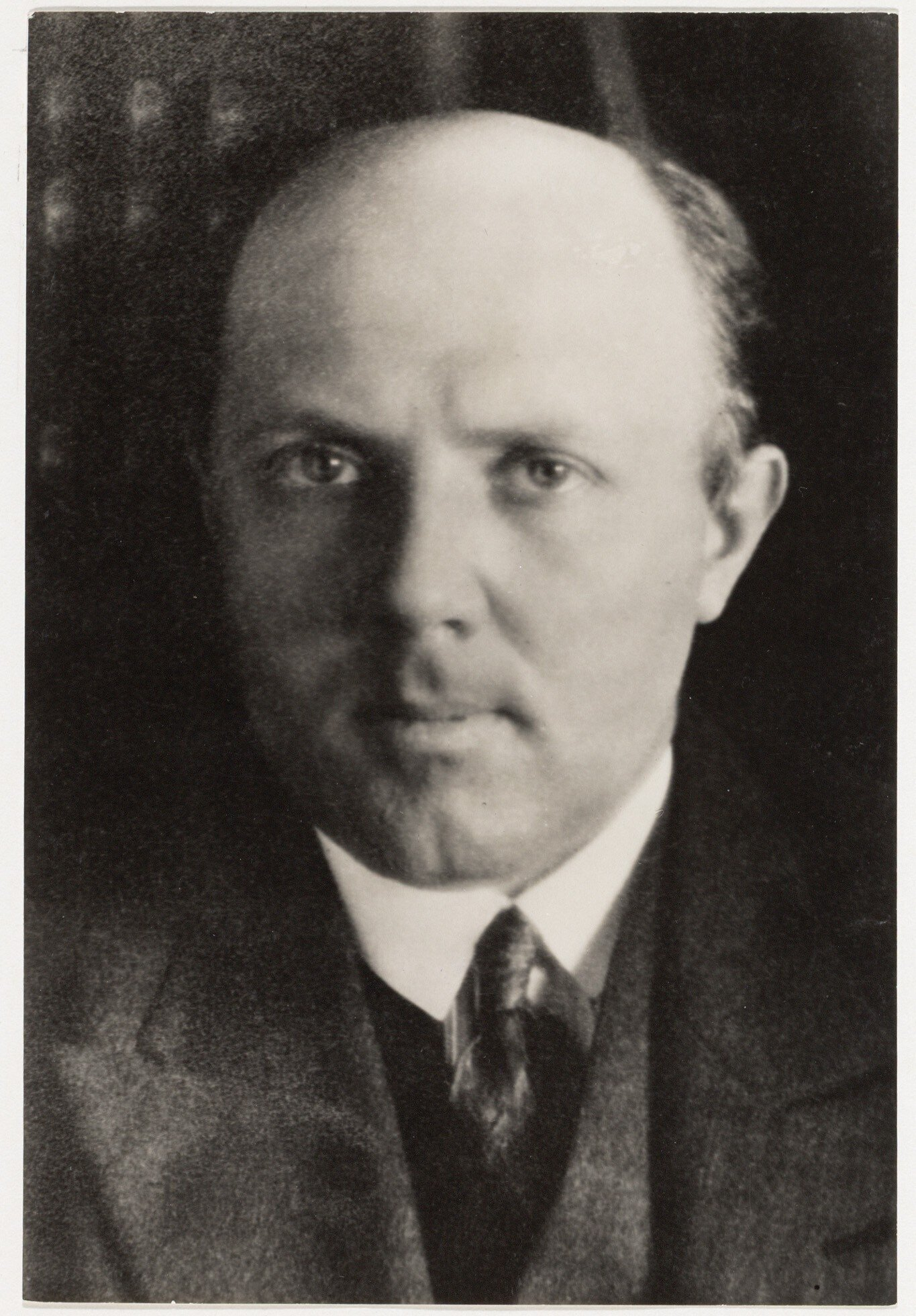
Walter Gieseking (1929)

Nach dem Ersten Weltkrieg verschaffte Gieseking sich bald einen Namen als Konzertpianist in Europa, nach 1926 auch in Amerika, und konzertierte weltweit. Während des Zweiten Weltkriegs lebte Gieseking weiterhin in Deutschland und konzertierte in Europa, auch in von Deutschland besetzten Gebieten. Dies brachte ihm nach 1945 den Vorwurf der Nähe zum Naziregime und der Kollaboration ein und führte zum zeitweiligen Auftrittsverbot.
1947 erhielt er einen Ruf als Professor und Leiter einer Meisterklasse an das Staatliche Konservatorium Saarbrücken. Dieses Amt hatte Gieseking bis zu seinem Lebensende inne. Zu seinen Schülern gehörten unter anderem André Boucourechliev, Jörg Demus, Carlos Veerhoff und Hans Georg Zambona.
Am 2. Dezember 1955 erlitt er auf dem Weg zu einer Konzertreise in Italien in Stuttgart einen schweren Autounfall, an dessen Folgen seine Frau ums Leben kam. Am 23. Oktober 1956 brach er in London während einer Studioaufnahme für seinen Beethovenzyklus zusammen und musste am gleichen Abend operiert werden; zwei Tage schwebte er zwischen Leben und Tod. Am 26. Oktober 1956 starb er noch nicht ganz 61-jährig.
Walter Gieseking fand seine letzte Ruhestätte auf dem Nordfriedhof in Wiesbaden.

## Bedeutung
Grundlage von Giesekings Technik war die von Karl Leimer entwickelte und von Gieseking weiter ausgebaute Methode („Leimer-Gieseking“). Merkmale dieser Methode sind: Relaxation (Entspannung der Muskeln), Gedächtnistraining durch Lernen des Notentextes ohne Instrument, Erziehung des Gehörs durch höchste Konzentration beim Üben, Verbannung von geistlosem Drill und unbedingtes Festhalten an der Notation, Einbeziehen des gesamten Armes beim Spiel, aber auch konventionelle Ausbildung der Finger, allerdings ohne die in der älteren Klaviermethodik oft zu beobachtende Starrheit und Verkrampfung. Technik wird vorwiegend in Verbindung mit dem Studium von Originalwerken entwickelt, also keine besonderen Fingerübungen oder Etüden. Einzelheiten im Technischen:  Unterarmrollung statt Daumenuntersatz bei Tonleitern und gebrochenen Akkorden, Verzicht auf Fingerwechsel bei repetierten Noten.
Gieseking gilt als bedeutender Mozart-Spieler, besonders aber als hervorragender Debussy- und Ravel-Interpret. Er verfügte über eine große Vielfalt von Anschlagsnuancen, die es ihm gestatteten, den Klangfarbenreichtum der Werke der französischen Impressionisten darzustellen. Seine  Beethoven-Interpretationen lösten aber auch Kritik aus. So meinte sein Kollege Claudio Arrau, Giesekings Ton passe nicht zu den Sonaten des Bonner Meisters. Gieseking spielte bereits mit 20 Jahren alle Beethoven-Sonaten an sechs Abenden.
Gieseking gilt als einer der großen Pianisten des 20. Jahrhunderts. Dank seinem außergewöhnlichen musikalischen Gedächtnis und seiner Fähigkeit, vom Blatt zu spielen, verfügte er über ein sehr großes Repertoire und konnte soeben gehörte oder gelesene Werke sofort vor Publikum darbieten. Sein Repertoire umfasste alle Epochen vom Barock bis zur Musik des 20. Jahrhunderts. Sein Klavierspiel zeigte eine Gelöstheit und Leichtigkeit, die nicht durch eine unnötige Starrheit des Körpers gehemmt wird. Die Fähigkeit, geistig-klangliche Vorstellungen unmittelbar in Spielbewegungen umzusetzen, machte ihn zu einer Ausnahmeerscheinung.
Er war nicht nur einer der ersten Pianisten – neben dem Komponisten selbst –, die das 2. und 3. Klavierkonzert von Sergej Rachmaninow spielten (es existieren Konzertmitschnitte unter Mengelberg), sondern führte auch viele, damals zeitgenössische Werke von Komponisten wie Albéniz, Busoni, Hindemith, Krenek, Marx, Pfitzner, Schönberg, Schreker, Strawinski, Martin, Poulenc und Szymanowski auf. Bei den Weltmusiktagen der Internationalen Gesellschaft für Neue Musik (ISCM World Music Days) trat er 1922, 1926 und 1927 als Solist auf.

## Verhältnis zum NS-Staat
Gieseking stand auf der Gottbegnadeten-Liste (Führerliste) der wichtigsten Pianisten des NS-Staates. Am 24. Mai 1938 spielte er im 2. Orchesterkonzert der ersten Reichsmusiktage in Düsseldorf (mit der Schandausstellung „Entartete Musik“) mit dem Städtischen Orchester Düsseldorf unter Hugo Balzer das Klavierkonzert Castelli romani von Joseph Marx. Er trat auch im besetzten Paris und in Krakau auf. Am 30. Januar 1937 wurde Gieseking von Adolf Hitler zum Professor ernannt.
Vladimir Horowitz beschuldigte ihn in Evenings with Horowitz der Kollaboration mit den Nationalsozialisten („supporter of the Nazi“). Arthur Rubinstein erinnert sich in seiner Autobiographie My Many Years an ein Gespräch mit Gieseking, in dem dieser gesagt haben soll: „I am a committed Nazi. Hitler is saving our country.“ Gieseking konzertierte für nationalsozialistische Kulturorganisationen wie die NS-Kulturgemeinde und soll den Wunsch geäußert haben, für Adolf Hitler zu spielen.
Gieseking, nach Prägung, Stil und Repertoire viel eher Kosmopolit als Vertreter der deutschen Klavierschule, wurde nach dem Kriegsende 1945 für sein Verbleiben in Deutschland angefeindet, obwohl er nie Mitglied der NSDAP war und an seinem jüdischen Konzertagenten Arthur Bernstein festhielt; er unterstützte Bernstein, der auch sein Freund und Trauzeuge war, nach 1933, als dieser seine Konzession verloren hatte, bis zur Emigration 1937 finanziell. Gieseking wurde auf einer schwarzen Liste belasteter Künstler geführt, und es wurde ihm zeitweise untersagt, öffentlich aufzutreten, worunter er nach Aussage seiner Tochter wegen der erzwungenen Untätigkeit sehr litt. Im Januar 1949 wurde er von der US-amerikanischen Militärverwaltung als unbedenklich eingestuft und wieder für Konzerte zugelassen. Seine geplante USA-Tournee musste aufgrund massiver Proteste, u. a. der Anti-Defamation League und des American Veterans Committee, jedoch abgesagt werden. Er spielte weiterhin in anderen Ländern und konnte 1953 mit einem Konzert in der Carnegie Hall auch an alte Erfolge in den USA anschließen.

## Wissenschaftliche Tätigkeit

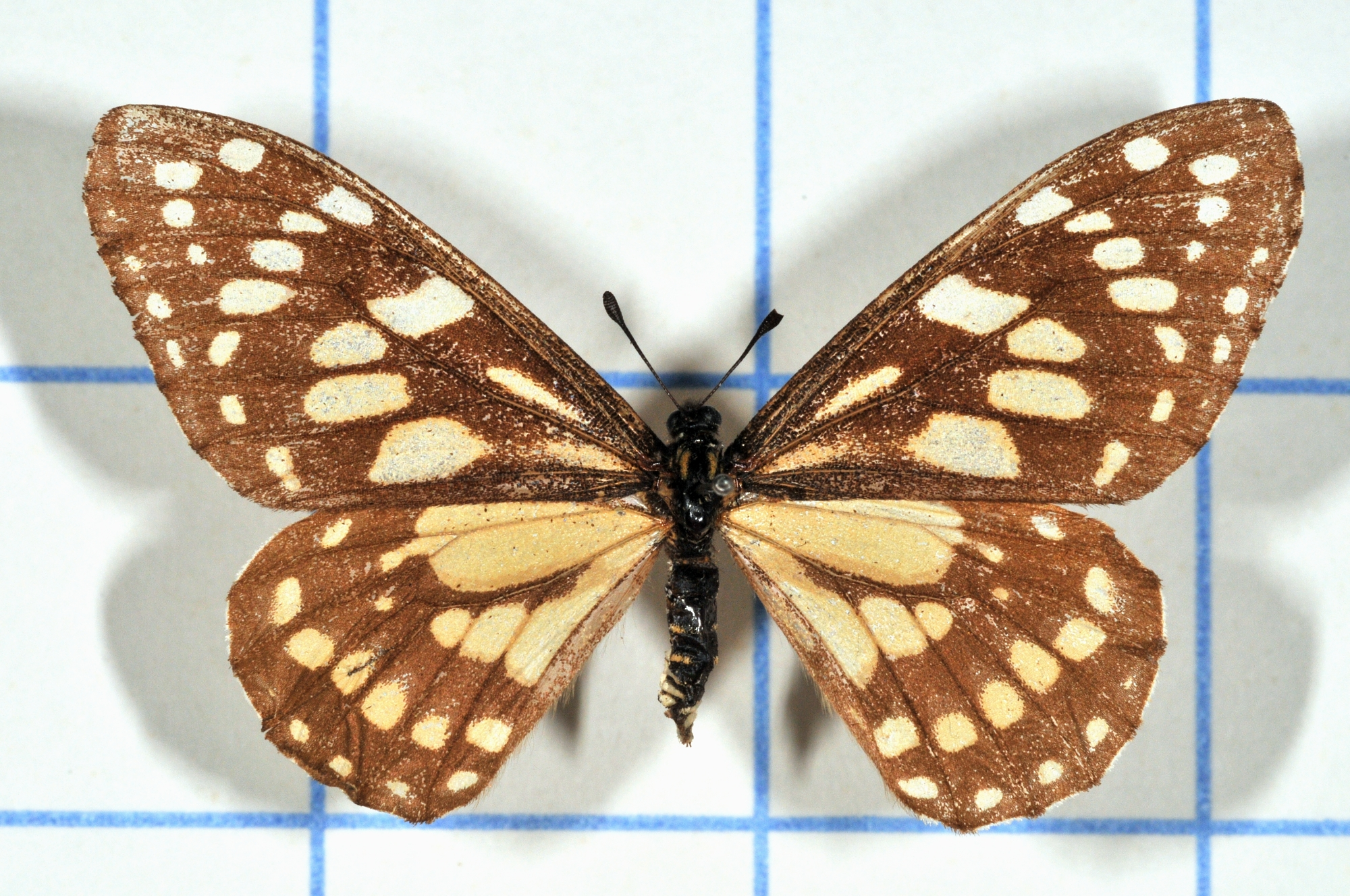
Baronia brevicornis, Coll. Gieseking, Museum Wiesbaden

Gieseking arbeitete nebenbei auch als Entomologe. Sein Arbeitsschwerpunkt lag auf den Schmetterlingen der Region. Die umfangreiche Sammlung kam nach seinem Ableben durch die Töchter in das Museum Wiesbaden, wo sie noch heute als Arbeitsgrundlage faunistischer Erhebungen genutzt wird.

## Ehrungen
In Wiesbaden wurde eine Straße (oberhalb des Kurparks; seitlich Sonnenberger Straße) nach ihm benannt. In Hannover findet sich eine Walter-Gieseking-Straße unweit der Henriettenstiftung. Die Walter-Gieseking-Straße in Petershagen-Lahde verweist auf seine familiären Wurzeln in Lahde. Ebenso existiert eine Walter-Gieseking-Straße in Saarbrücken in der Nähe der Verwaltung des Arbeitgeberverbandes der Bauwirtschaft des Saarlandes am Kohlweg 18 (ehemals Musikhochschule). 
Seit 1981 wird in Saarbrücken an der Hochschule für Musik Saar im zweijährigen Turnus der Walter-Gieseking-Wettbewerb ausgelobt. Dieser dient zur Förderung besonders begabter Studenten, die aus den Reihen der Hochschule kommen.

## Schriften
- "Intuition und Werktreue als Grundlagen der Interpretation". In: Von deutscher Tonkunst. Festschrift zu Peter Raabes 70. Geburtstag. Morgenroth, Alfred (Hrsg.). Verlag: Peters, Leipzig 1942, S. 147–150 Online
- So wurde ich Pianist. F. A. Brockhaus, Wiesbaden 1963.

## Kompositionen
- Quintett für Oboe, Klarinette, Horn, Fagott und Klavier[8]
- Sonatine für Flöte und Klavier[9]
- Variationen über ein Thema von Grieg für Violine und Klavier[10]
- Konzert-Sonatine für Violoncello und Klavier[11]
- Kleine Musik für 3 Violinen[12]
- Spiel um ein Kinderlied – für Klavier zu 4 Händen[13]
- Drei Tanz-Improvisationen – für Klavier[14]